# Черниговка (Каратузский район)
Черниговка — деревня в Каратузском районе Красноярского края, входит в Амыльский сельсовет

## История
Основана в 1905 г. В 1926 году состояла из 119 хозяйств, основное население — русские. Центр Черниговского сельсовета Каратузского района Минусинского округа Сибирского края.

## Население
| 1926 | 2010 | 2012 |
| ---- | ---- | ---- |
| 689  | ↘9   | ↘8   |